# Gelsenkirchen
 (mai 2025).
Si vous disposez d'ouvrages ou d'articles de référence ou si vous connaissez des sites web de qualité traitant du thème abordé ici, merci de compléter l'article en donnant les références utiles à sa vérifiabilité et en les liant à la section « Notes et références ».
Gelsenkirchen (en allemand : /ˌɡɛlzn̩ˈkɪʁçn̩/,,, ? Écouter [Fiche]) est une ville allemande située dans le bassin de la Ruhr dans le Land de Rhénanie-du-Nord-Westphalie, près de Dortmund.
La ville desservie par le canal Rhin-Herne, est connue par son club de football, le FC Schalke 04 qui tient son nom de l'un des quartiers de la ville et son industrie lourde (charbon, acier - jadis la « cité des 1000 feux »). Depuis les années 1960, la ville sort de l'industrie minière pour s'orienter vers le secteur tertiaire.
En 2006, le nouveau stade Veltins-Arena a accueilli des matchs de la Coupe du monde. La ville est marquée par un chômage important (14,9 % de la population active en 2022, taux le plus élevé de la région la même année),. La ville propose le parc zoologique ZOOM Erlebniswelt et un hippodrome pour les courses au trot (GelsenTrabPark).
En 2024, le nom de la ville a été temporairement changé en hommage à Taylor Swift dû au fait qu'elle y produirait un concert, passant de Gelsenkirchen à Swiftkirchen.

## Histoire
| Appartenances historiques Comté de La Marck 1160-1806 Grand-duché de Berg 1806-1813 Royaume de Prusse (Province de Westphalie) 1815-1918 Empire allemand 1871-1918 République de Weimar 1918-1933 Reich allemand 1933-1945 Allemagne occupée 1945-1949 Allemagne de l'Ouest 1949–1990 Allemagne 1990-présent |

### Du Moyen Âge auXVIIIesiècle
Bien que le quartier de Buer (Puira, altération probable de Buira) ne soit mentionné qu'en 1003 par Héribert de Cologne, on a retrouvé la trace de foyers de chasseurs germains de l'Âge du Bronze (sans doute des Bructères) sur la colline au  nord de l'Emscher, soit il y a plus de 3 000 ans. Vers 700 de notre ère, au terme de l'occupation romaine, la région a été colonisée par les Saxons. Au Moyen Âge, d'autres quartiers du nord de la ville sont déjà mentionnés : par exemple Raedese (Resse), Middelvic (Middelich; aujourd'hui rattaché au quartier de Resse) ou Sutheim (Sutum) et Sculven (l'actuel quartier de Scholven). Par la suite, des hameaux sont situés comment étant juxta Bure.
Le toponyme Gelstenkerken ou Geilistirinkirkin apparaît vers 1150. La première forme peut se traduire par « église des colons (-seten) de la carrière (gel). » La seconde variante a été traduite par l'historien local Franz Darpe comme « église du bœuf gras», et par Paul Derks comme « église du prés aux vaches. » L'église en question est vraisemblablement celle qui précédait l'église Saint-Georges ; mais la première église a été bâtie peu auparavant au Nord de la ville, dans le faubourg de Buer ; cette ecclesia Buron est citée en 1160 dans un inventaire paroissial du sacristain Theodericus de Deutz. Le village dépendait du comté de Vest Recklinghausen (pendant tout le Moyen Âge, il ne compta que quelques douzaines d'habitants), alors que les quartiers du sud de l'Emscher étaient rattachés au comté de la Marck, fief prussien à partir de 1666 (mais fief provisoire depuis 1609).
De 1609 à 1706, 15 personnes de Gelsenkirchen furent jugées lors des procès en sorcellerie. La dernière victime de ces procès fut Anna Spiekermann, native de Gelsenkirchen-Buer (ferme de Sutum), exécutée le 31 juillet 1706 à Westerholt.
Lors des procès en sorcellerie du bailliage de Horst (Gelsenkirchen-Horst) en 1609, des 14 personnes inculpées, six furent exécutées, dont les enfants Greitgen, Johann et Trina Nothoff (âgée de 8 ans seulement). Leurs parents, Johann et Hille Nothoff, furent étranglés et leurs corps brûlés.

### L'industrialisation

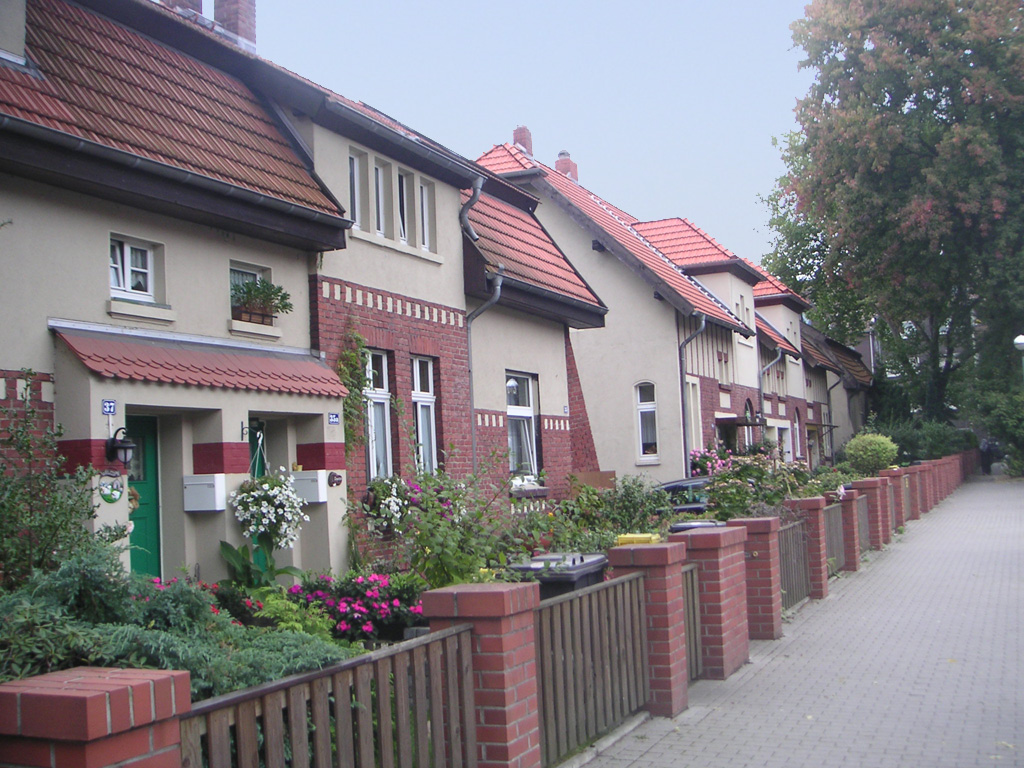
Une courée.

Jusqu'au milieu du XIXe siècle, la région de Gelsenkirchen était peu peuplée, et entièrement vouée à l'agriculture. En 1815, la future ville de  Gelsenkirchen, subdivision du Grand-duché de Berg, échut à la Prusse, qui la rattacha à sa Province de Westphalie. Tandis que la moitié de Gelsenkirchen dépendait du bailliage de Wattenscheid dans l'arrondissement de Bochum du district d'Arnsberg, le bailliage de Buer (comprenant le faubourg de Horst) était rattaché à l'arrondissement de Recklinghausen et au district de Münster. Cette dépendance fut abrogée en 1928.
La découverte de gisements de houille dans le sous-sol en 1840 déclencha un processus d'industrialisation soutenu et décida de l'extension du réseau ferré avec la création dès 1847 de la ligne Cologne-Minden et l'inauguration de la première gare de Gelsenkirchen. Gelsenkirchen devint en 1868 une perception de l'arrondissement de Bochum. Elle concernait les communes de Gelsenkirchen, Braubauerschaft (rebaptisée Bismarck en 1900), Schalke, Heßler, Bulmke et Hüllen. Friedrich Grillo fonda en 1872 à Schalke la Société par actions de l'Industrie Chimique et la Société des Mines et Forges de Schalke. L'année suivante, il ouvrait une miroiterie : c'est ainsi que Gelsenkirchen forma le noyau de l'industrie lourde, et obtint ainsi en 1875 le statut de ville.

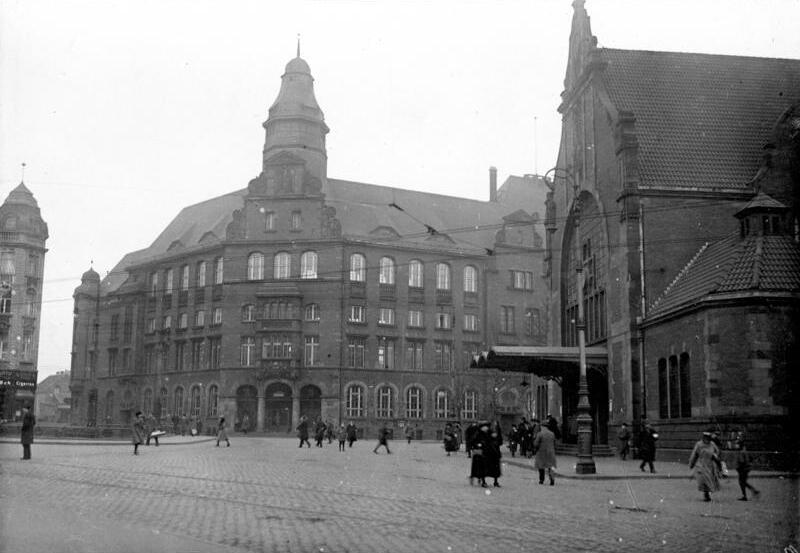
La poste principale (au centre) et la gare (à droite) en 1924.

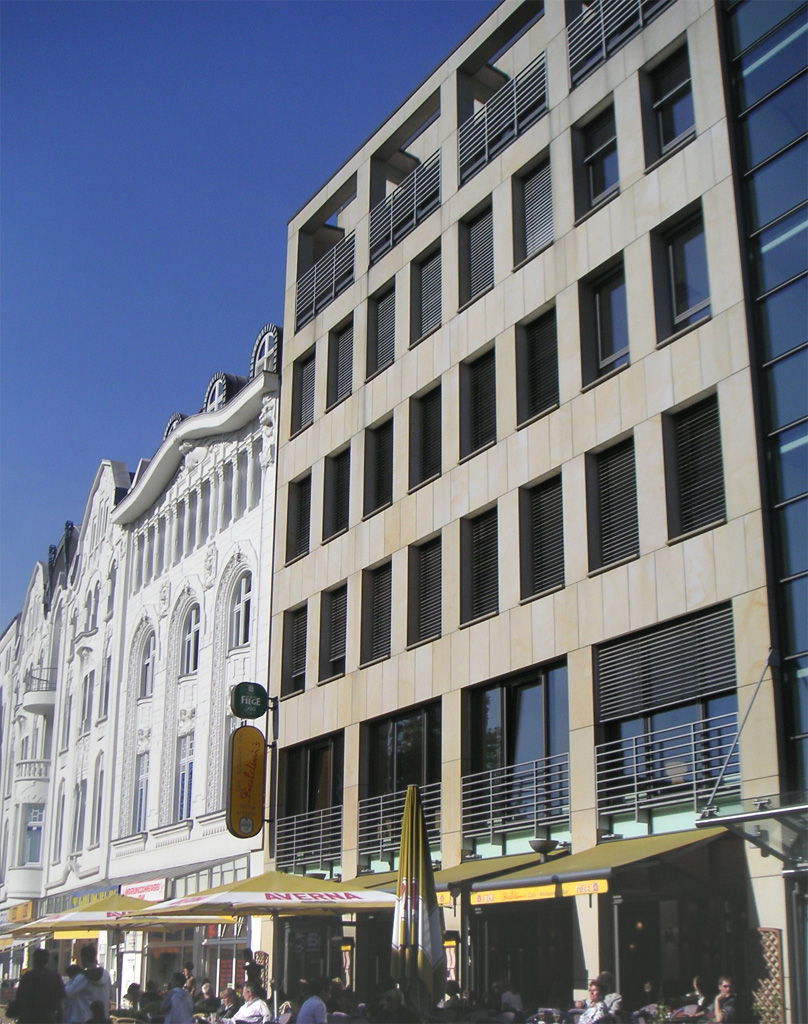
Contrastes architecturaux de l'Altstadt.

En 1885, avec le démembrement de l'arrondissement de Bochum, Gelsenkirchen devint chef-lieu d'un arrondissement qui perdura jusqu'en 1926. Cet arrondissement de Gelsenkirchen recouvrait aussi Wattenscheid et les perceptions de Braubauerschaft, de Schalke, d'Ückendorf et de Wanne. Au 1er avril 1897, Gelsenkirchen devint elle-même ville-arrondissement. Horst quitta à son tour le canton de Buer en 1891.
L'absence de concession du retraitement des eaux conduisit en 1901 à une épidémie de typhus catastrophique,,.
La gare étant devenue trop petite par suite de l'exode rural, on inaugura la nouvelle gare le 1er juillet 1907. La plupart des ouvriers venaient de Posnanie : ces nouveaux-venus de l'est représentaient en 1905 13,9 % de la population de Gelsenkirchen. Buer obtint le statut de ville en 1911 et devint ville-arrondissement l'année suivante. Gelsenkirchen annexa en 1924 la commune rurale de Rotthausen, jusque là dépendante de l'arrondissement d'Essen.
Pendant la guerre 1914-1918, Gelsenkirchen abritait un camp de prisonniers.
Deutsche Reichsbahn aménagea son nouveau dépôt de locomotives de Gelsenkirchen-Bismarck entre 1924 et 1926 : il est resté en fonction jusqu'en 1981. Dans le cadre de la réforme administrative de l’État libre de Prusse (avril 1928), Gelsenkirchen et Buer fusionnèrent pour former le nouvel arrondissement de Gelsenkirchen-Buer, qui est depuit rattaché au District de Münster ; puis en mai 1930, il fut décidé de renommer l'agglomération tout simplement « Gelsenkirchen. » Elle comptait alors 340 000 habitants.

### Gelsenkirchen sous le Troisième Reich
Par sa place au sein de la Ruhr, Gelsenkirchen fut sous le Troisième Reich au cœur de l'économie de guerre. Dès le milieu des années 1930, une filiale de l'usine à gaz de Scholven, Hibernia AG, fut créée pour produire de l'essence synthétique par liquéfaction du charbon. Peu après (1936), l'Union minière de Gelsenkirchen ouvrit à Horst une filiale, Gelsenberg Benzin AG , qui produisit elle aussi de l'essence synthétique à partir de 1939 (ces deux usines appartiennent aujourd'hui à British Petroleum). Ce fut l'apogée de la production industrielle de Gelsenkirchen, qui provoqua une recrue de l'emploi dans les mines et l'industrie locale (entamé par la rationalisation des chaînes de production dans les années 1920), mais qui fit de Gelsenkirchen une des cibles favorites de l'aviation alliée pendant la Seconde Guerre mondiale : les bombardements de la Ruhr détruisirent la ville aux trois-quarts. On peut encore aujourd'hui voir d'anciens abris en ville : outre celui de l'hôtel de ville de Buer, un abri anti-aérien a été maintenu dans son état original, et des vestiges d'abris ont été transplantés dans le cadre de l'aménagement de la maison Hans Sachs.
Le club de football FC Schalke 04, champion d'Allemagne, a prospéré sous le Troisième Reich sans se compromettre vraiment avec le régime. Adolf Hitler ne s'est jamais rendu qu'une seule fois à Gelsenkirchen, pour les funérailles de l'un de ses principaux bienfaiteurs, l'industriel Emil Kirdorf, organisées en juillet 1938 autour de la mine Rheinelbe à Gelsenkirchen-Ückendorf.
Au cours de la Nuit de Cristal, les militants nazis ont incendié la synagogue du quartier de Buer. Elle a été reconstruite pierre par pierre au même endroit 66 ans plus tard et inaugurée le 1er février 2007.
En 1944, il y avait à Gelsenkirchen-Horst un camp de travail détaché de Buchenwald. L'usine d'essence synthétique de Gelsenberg y employait au travail forcé environ 2 000 hongroises. Interdites d'accès aux abris anti-aériens, 150 d'entre elles trouvèrent la mort lors du bombardement du 11 septembre 1944.
À la fin du mois de mars 1945, l'Armée américaine s'empara de la rive nord du canal Rhin-Herne, mais ne parvint à prendre pied sur l'autre rive que le 10 avril 1945.

### L'après-guerre

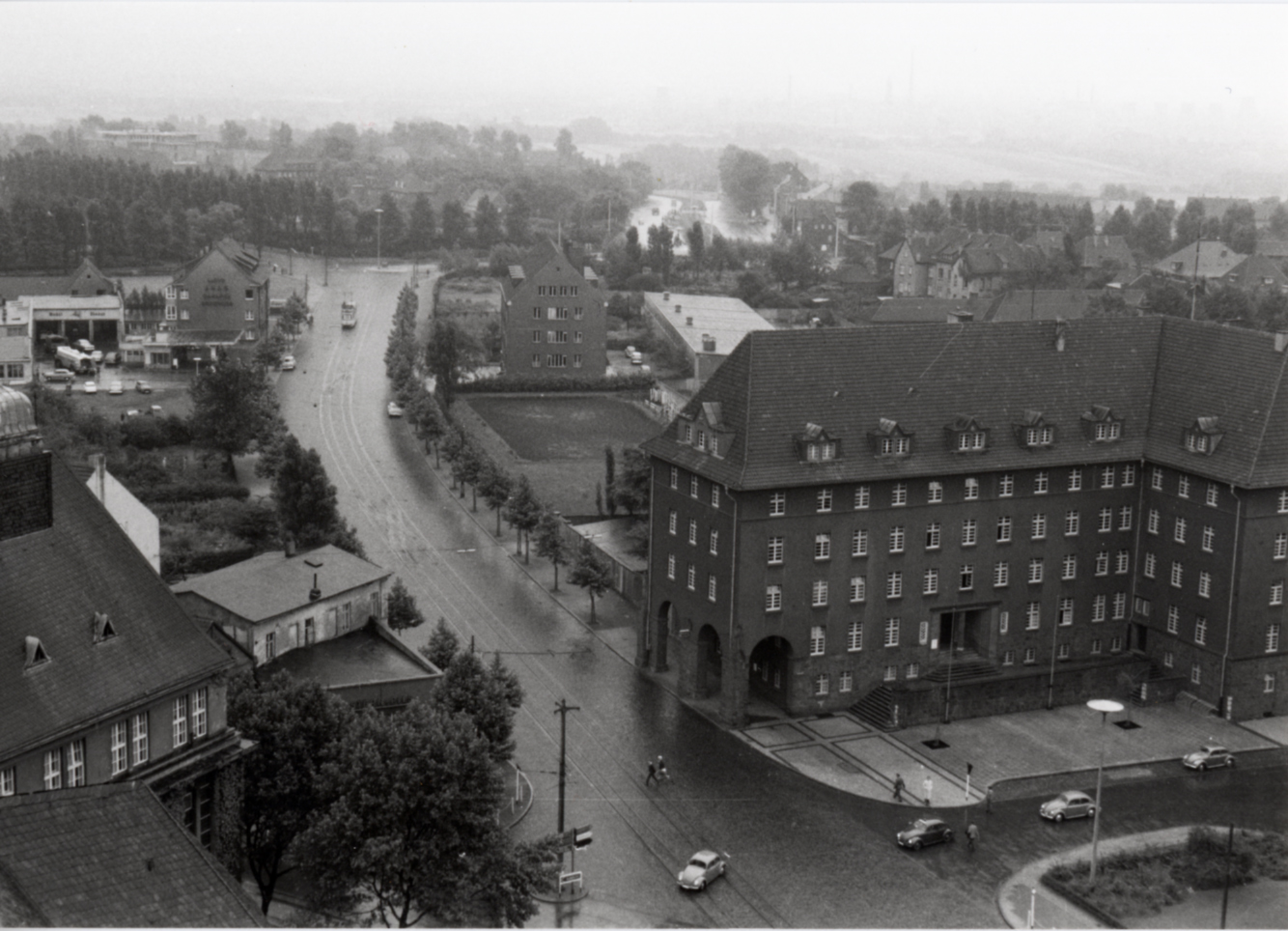
Buer depuis le sud (1955).

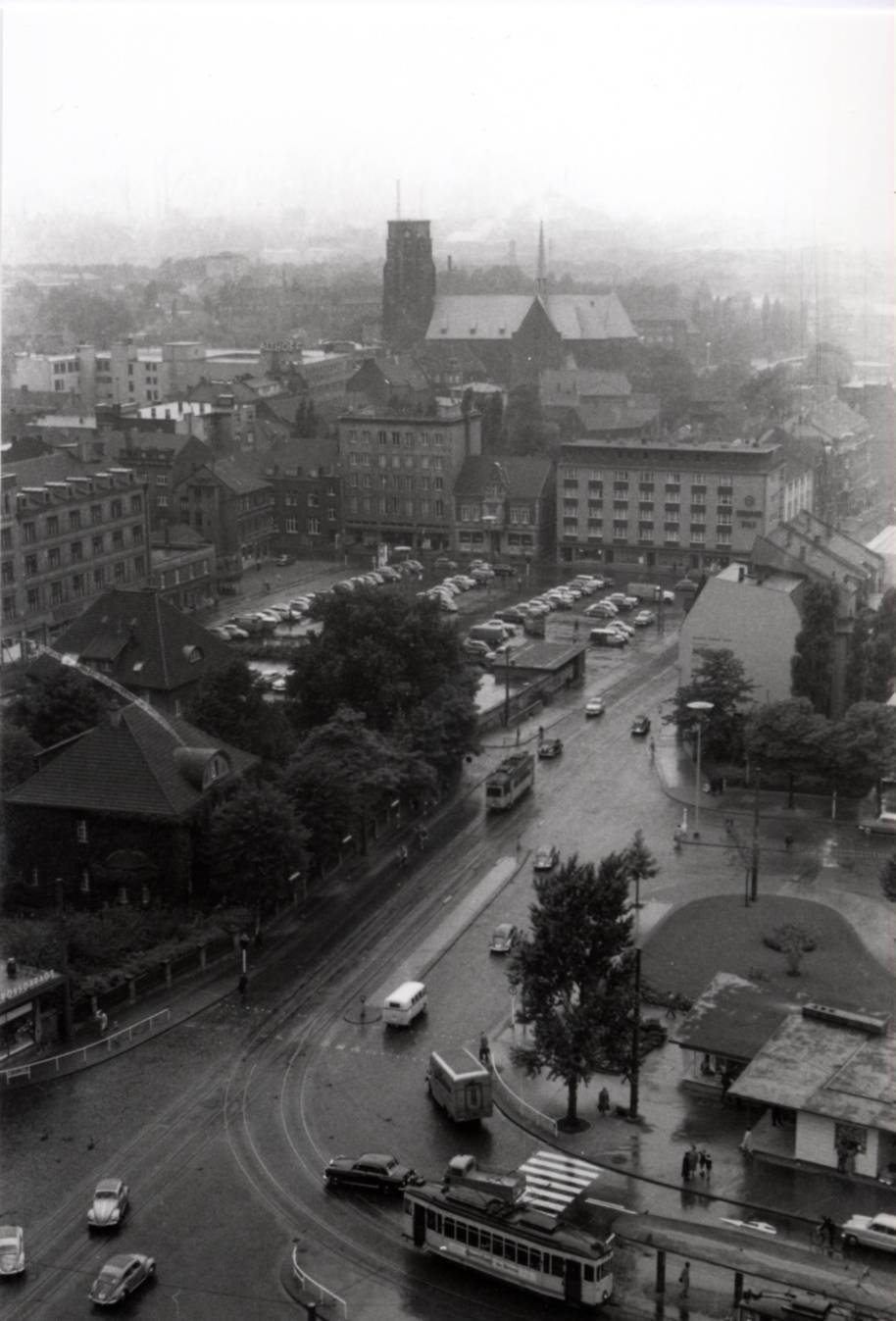
Buer vu depuis le nord (1955).

La guerre avait laissé la ville et ses infrastructures industrielles en ruine ; mais le 17 décembre 1953, elle bénéficia de l'installation de la première cokerie d'Allemagne de l'Ouest, l'usine Hassel. La poste allemande attribua en 1961 deux codes postaux à l'agglomération : 465 pour Gelsenkirchen et 466 pour Buer ; ils sont restés inchangés jusqu'en janvier 1993).
Gelsenkirchen fut dans ces années d'après-guerre un bastion de l’industrie textile, qui constituait autrefois l'un des cinq piliers de l'activité locale. La croissance de cette branche demeura soutenue tout au long des années 1950, comme en témoigne le vitrail de la gare, à l'entrée de la Bahnhofstrasse. 50 entreprises (Kemper KG, Nienhaus & Luig, Marcona, Harald Feigenhauer, Hugo Kogge, Napieralla & Söhne, Schreck und Witschel&Markmann) employaient plus de 6 000 ouvriers ; mais dès 1958 il fallut introduire le travail à temps partiel, puis cinq entreprises firent faillite. Le premier choc pétrolier sonna finalement le glas de cette branche au début des années 1970. Heinze fut le théâtre, entre 1979 et 1981, de manifestations régulières (Heinze-Frauen) en faveur de l'égalité salariale entre hommes et femmes.

## Climat
| Mois                                | jan. | fév. | mars | avril | mai | juin | jui. | août | sep. | oct. | nov. | déc. |
| ----------------------------------- | ---- | ---- | ---- | ----- | --- | ---- | ---- | ---- | ---- | ---- | ---- | ---- |
| Température minimale moyenne (°C)   | 1,2  | 1,7  | 3,3  | 5,7   | 9,5 | 13,3 | 14,6 | 14,3 | 11,3 | 8,3  | 4,4  | 3,7  |
| Température moyenne (°C)            | 5,6  | 7,5  | 10,3 | 14,7  | 19  | 22,7 | 24,7 | 23,6 | 19,6 | 14,6 | 9,5  | 7,8  |
| Ensoleillement (h)                  | 1,8  | 2,4  | 4,1  | 5,6   | 6,2 | 6,8  | 6,6  | 6,1  | 4,9  | 3,4  | 1,9  | 1,5  |
| Précipitations (mm)                 | 88   | 84   | 71   | 43    | 51  | 77   | 50   | 88   | 71   | 63   | 87   | 93   |
| Nombre de jours avec précipitations | 21   | 16   | 17   | 14    | 13  | 15   | 13   | 16   | 15   | 16   | 19   | 20   |

## Démographie

### Revenus de la population et fiscalité
Deux études d'avril 2019 — une par la fondation Bertelsmann sur la pauvreté en Allemagne et l’autre de la fondation Hans-Böckler — ont démontré que Gelsenkirchen est la ville la plus pauvre d'Allemagne en termes de revenu net moyen (après impôts et prélèvements) avec 16 203 € par personne et par an. Ville de la Ruhr, cœur industriel du pays, la ville a été touchée par le recul de l'industrie secondaire, et surtout de l'industrie charbonnière, dans les années 1980, à l'image de nombreuses villes ouvrières (tel que Lens ou Roubaix en France).

## Galerie

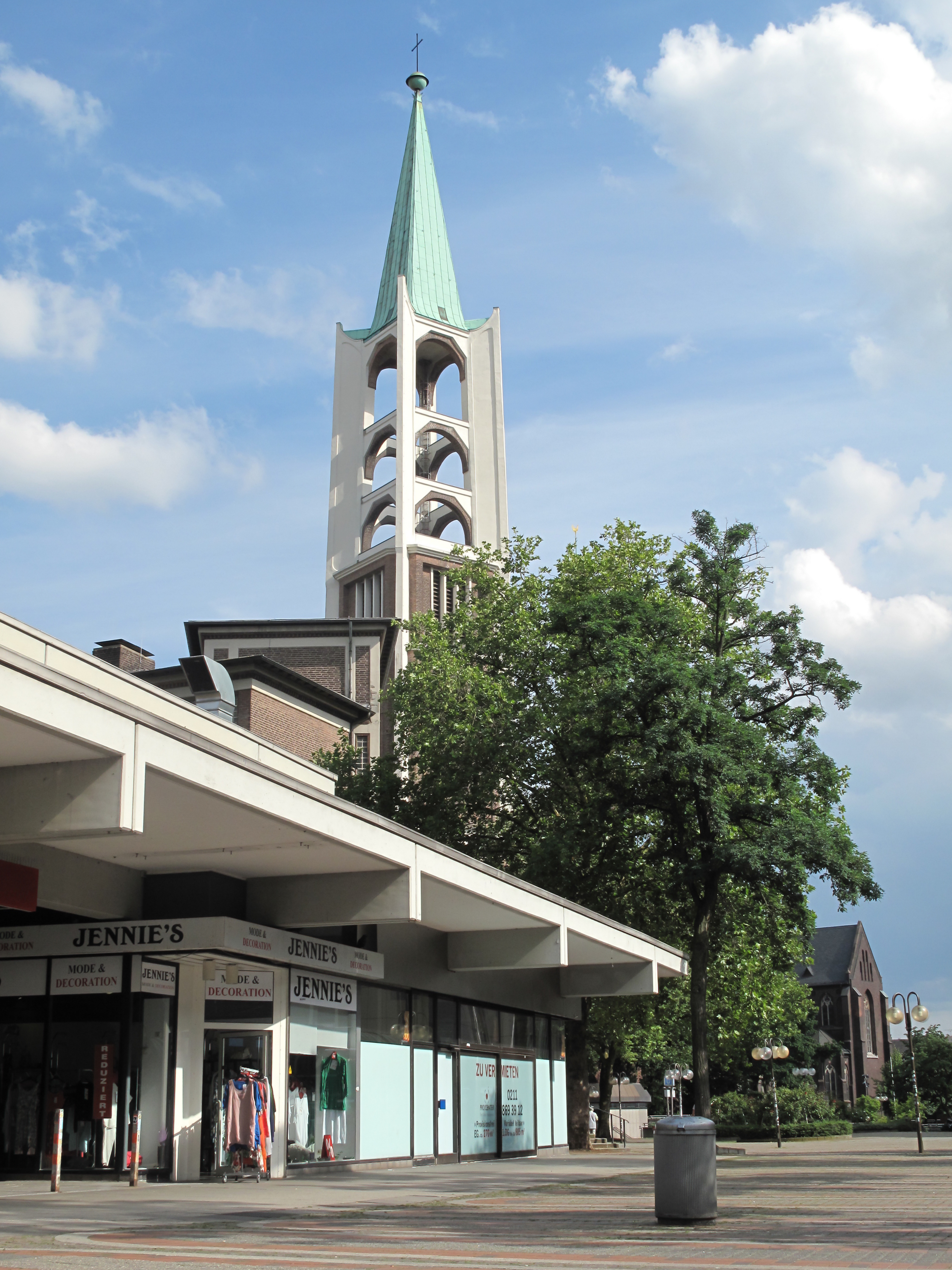
Gelsenkirchen-Mitte, église : die Altstadtkirche.
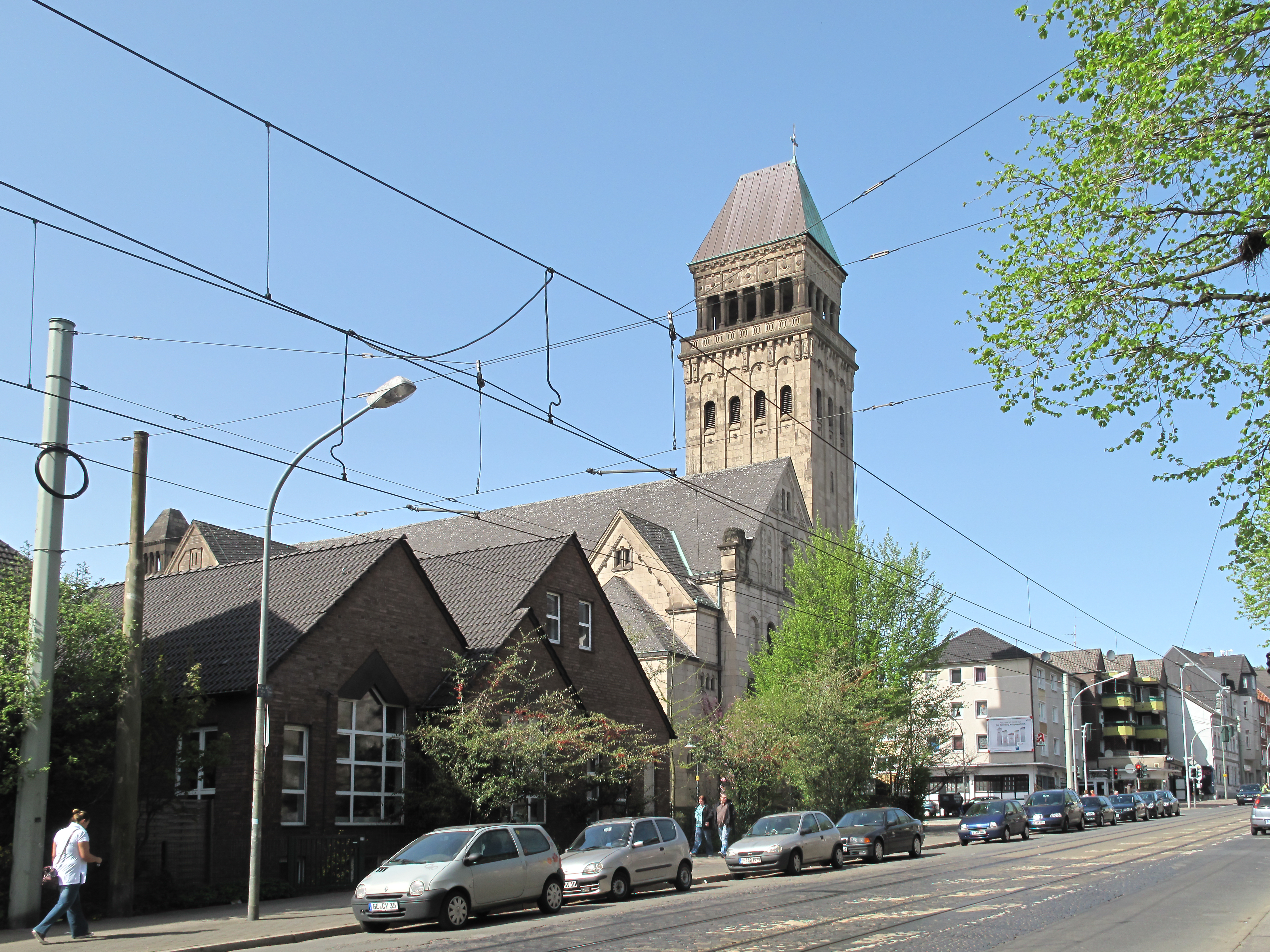
Buer, église : Sankt Ludgeruskirche.
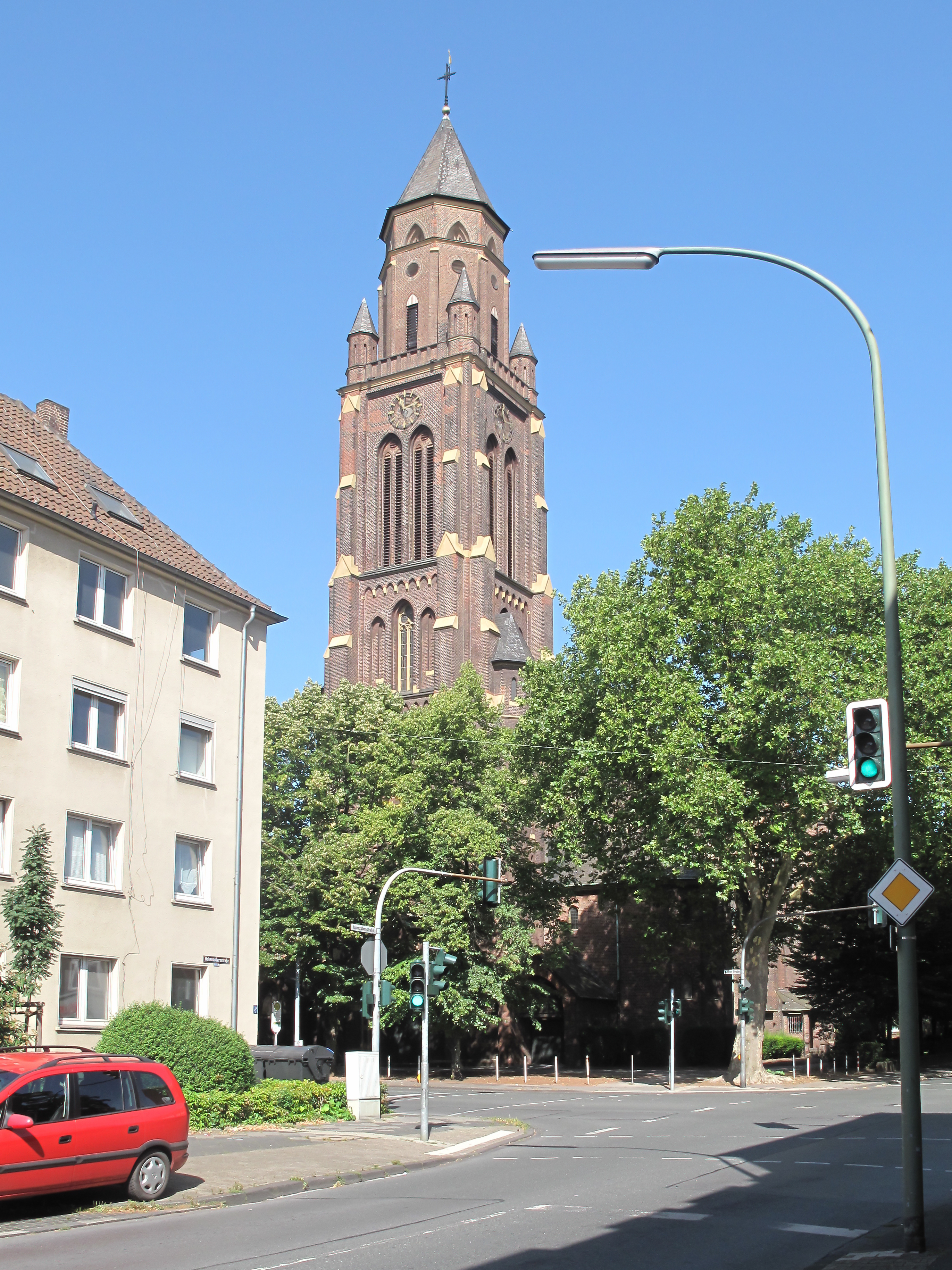
Bulmke Hüllen, église : die Bulmker Kirche.
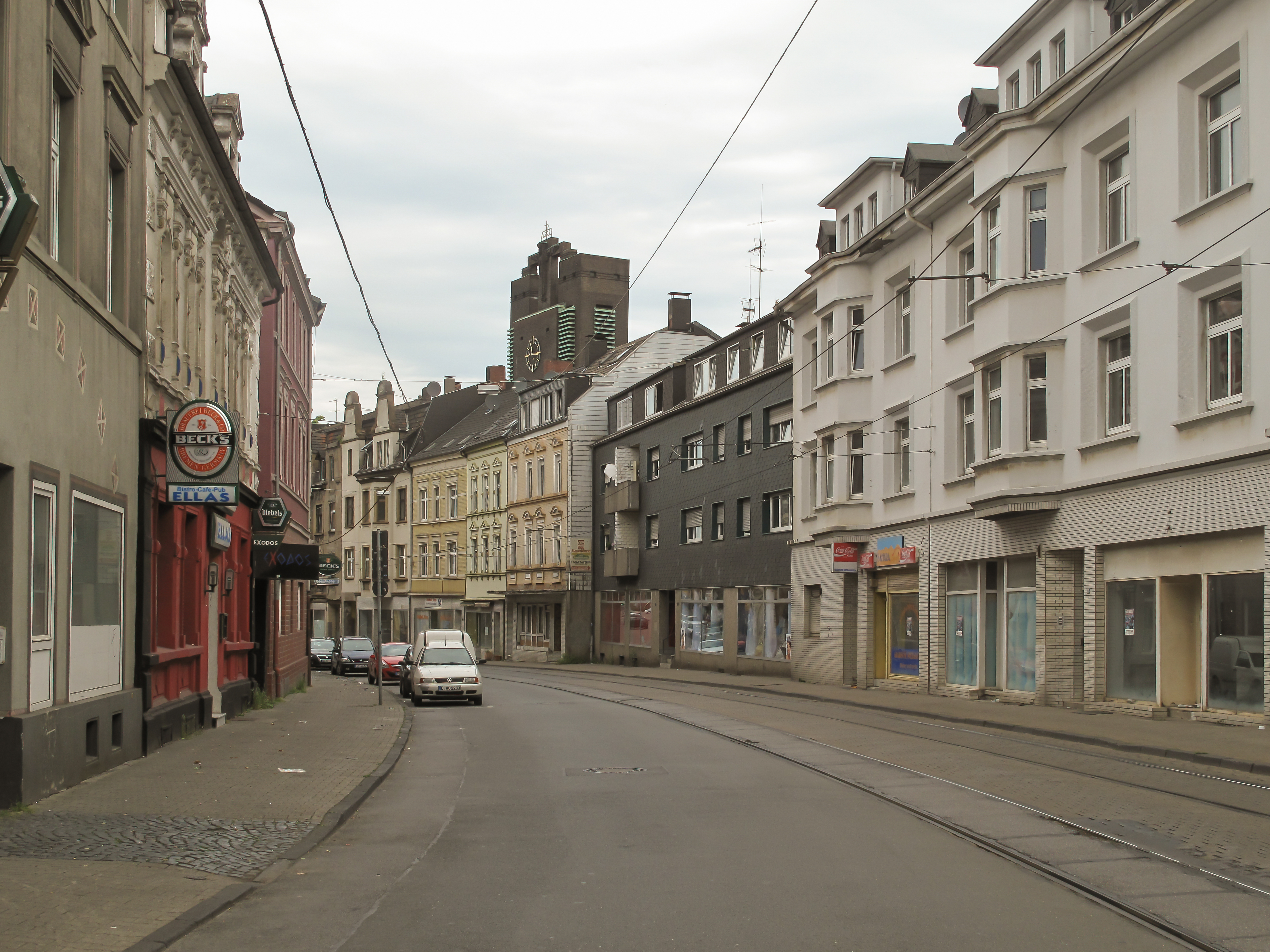
Ückendorf, vue dans la rue : die Bochumer Straße.
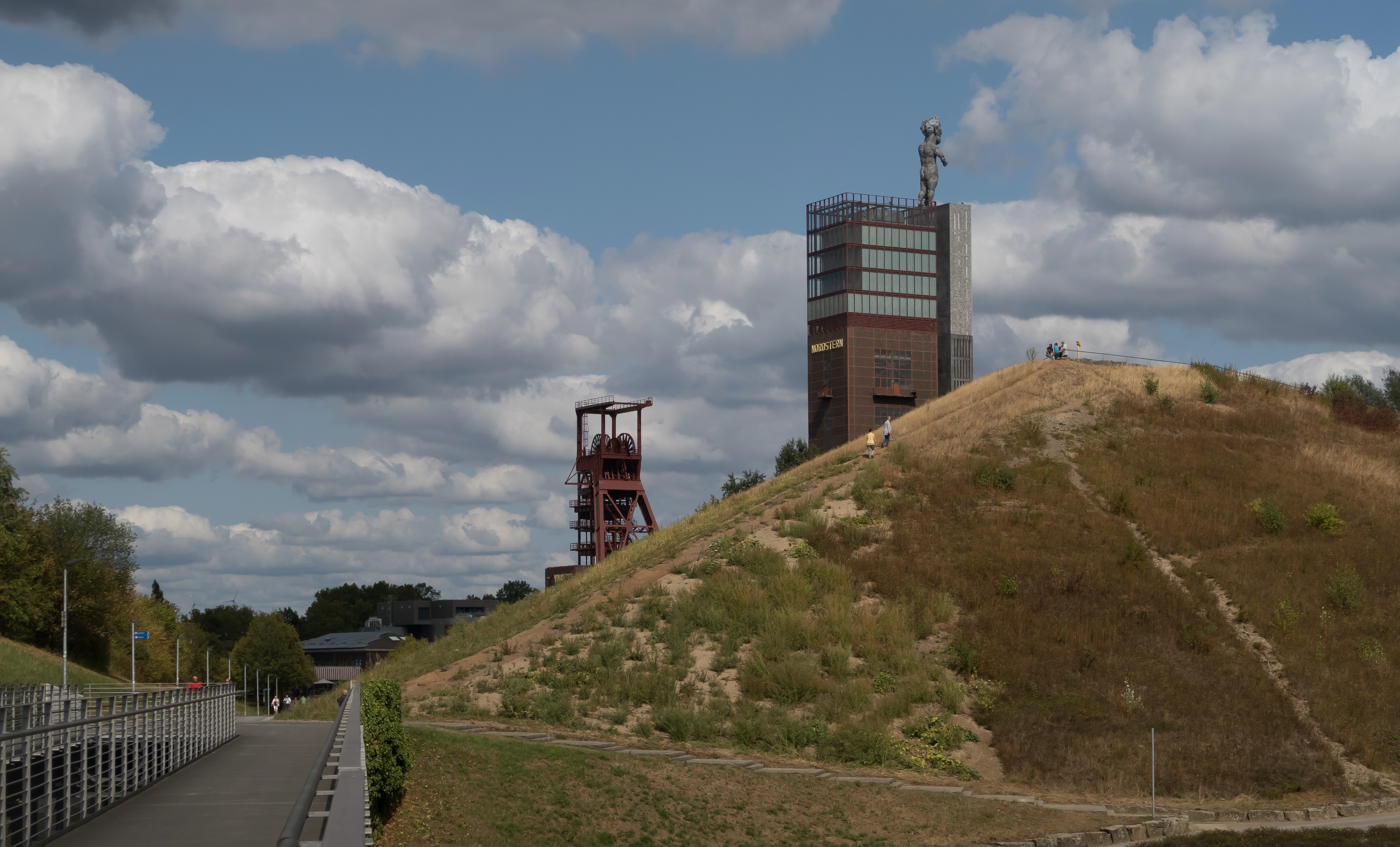
Nordsternpark.

## Culture

### Évènement
- Blackfield Festival : c'est un festival de musique gothique, qui se déroule pendant deux à trois jours dans l'amphithéâtre de Gelsenkirchen.

## Personnalités célèbres
Gelsenkirchen est le lieu de naissance de :
- Ernst Moritz Hess (1890-1983), juge allemand
- Werner Mölders (1913 - 1941), officier de la Luftwaffe
- Augusta van Pels (1900-1945)
- Gerd Faltings (1954 -), mathématicien
- Oliver Mark (1963 -), photographe

Gelsenkirchen est également le lieu de naissance des footballeurs suivants :
- Fritz Szepan (1907 - 1974)
- Adolf Urban (1914 - 1943)
- Rudolf Gellesch (1914 - 1990)
- Joseph Kuta (1919 - )
- Bruno Zboralski (1921 - 1987)
- Bernhard Klodt (1926 - 1996)
- Heinrich Kwiatkowski (1926 - 2008)
- Hans Nowak (1937 - 2012)
- Heinz Horning (1937 - )
- Willi Koslowski (1937 - 2024)
- Norbert Nigbur (1948 - )
- Rüdiger Abramczik (1956 - )
- Michael Skibbe (1965 - )
- Olaf Thon (1966 - )
- Filip Tapalović (1976 - )
- Toni Tapalović (1980 - )
- Hamit et Halil Altıntop (1982 -)
- Michael Delura (1985 - )
- Manuel Neuer (1986 - )
- Mesut Özil (1988 - )
- İlkay Gündoğan (1990 - )
- Marcel Sobottka (1994 - )
- Kaan Ayhan (1994 - )
- Ahmed Kutucu (2000 - )

## Jumelages
- Newcastle-upon-Tyne (Angleterre)
- Zenica (Bosnie-Herzégovine)
- Chakhty (Russie)
- Olsztyn (Pologne)
- Cottbus (Allemagne)
- Kaolack (Sénégal)
- Büyükçekmece (Turquie)